# Salvatore de Plano
Salvatore de Plano (ur. 24 sierpnia 1974 roku) – włoski kierowca wyścigowy.

## Kariera

### Formuła Renault 2.0
W 2014 roku De Plano rozpoczął starty w Północnoeuropejskim Pucharze Formuły Renault 2.0. Z dorobkiem trzech punktów został sklasyfikowany na 42 pozycji w klasyfikacji generalnej.

### Auto GP World Series
Na sezon 2014 Włoch podpisał kontrakt z włoską ekipą Euronova Racing na starty w Auto GP World Series. Wystartował łącznie w ośmiu wyścigach, w ciągu których uzbierał jedenaście punktów. Dało mu to dziewiętnaste miejsce w końcowej klasyfikacji kierowców.

## Statystyki
| Sezon | Seria                                         | Zespół          | Wyścigi | Zwycięstwa | PP | NO | Podium | Punkty | Pozycja |
| ----- | --------------------------------------------- | --------------- | ------- | ---------- | -- | -- | ------ | ------ | ------- |
| 2014  | Auto GP World Series                          | Euronova Racing | 8       | 0          | 0  | 0  | 0      | 11     | 19      |
| 2014  | Auto GP World Series                          | FMS Racing      | 8       | 0          | 0  | 0  | 0      | 11     | 19      |
| 2014  | Północnoeuropejski Puchar Formuły Renault 2.0 | Euronova Racing | 3       | 0          | 0  | 0  | 0      | 3      | 42      |